# Coregonus nigripinnis
Coregonus nigripinnis was soort houting die in het noorden van Noord-Amerika in de Grote Meren voorkwam.

## Beschrijving
De volwassen vis had een gemiddelde lengte van 33 cm en kon maximaal 39 cm lang worden. Een opvallend kenmerk waren de donkere pigmentvlekken op de vinnen. Deze houting of marene heette daar blackfin cisco.

## Verspreiding en leefgebied
Deze soort houting kwam voor in het Huronmeer, Michiganmeer, Ontariomeer, en Bovenmeer. In 1923 werden de laatste in het Huronmeer gevangen, in 1969 nog exemplaren in het Michiganmeer. De vis hield zich op in diep water (90–160 m) in het Michigan- en Huronmeer en op 2 tot 100 m in het Nipigonmeer. Mogelijk zijn er nog kleine populaties, maar waarschijnlijker is dat dit Coregonus artedi is.

## Status
Overbevissing, de introductie van de zeeprik en hybridisatie met ingevoerde houtingsoorten worden als voornaamste oorzaken van het uitsterven genoemd.